# Thria senaarensis
Thria senaarensis är en fjärilsart som beskrevs av Felder 1874. Thria senaarensis ingår i släktet Thria och familjen nattflyn. Inga underarter finns listade i Catalogue of Life.